# リビング11
『リビング11』（リビング・イレブン）は、1972年1月31日から1982年3月31日まで、フジテレビで毎週月曜日から金曜日まで11:00 - 11:45に放送された、平日昼前の情報番組である。
本項は当番組の源流に当たる「東京ホームジョッキー」と後継の「リビング4」「リビング2」も触れる。

## 概要
1960年代末に、三越の岡田茂がニッポン放送の高崎一郎に日本版テレビショッピングの企画を打診し、1970年10月に関東ローカルのワイドショー『東京ホームジョッキー』として、高崎と中野安子を司会に放送を開始する。東北地方から産地直送する魚介類や北海道の木材を用いた家具などを特別価格として販売した。
1971年にフジサンケイグループが「サンケイリビング新聞」を創刊して通販事業へ参入し、番組名を10月に『リビング4』に改め、12月に「ディノス」を設立する。
『リビング11』はリビング4の路線を洗練化してインフォメーションプログラムコーナー（生活情報）・通販コーナー（テレショップと、ディノスコーナー）のみで構成され、パーティシペーションCMは一切挟まず、 通販コーナーは産経新聞の分冊『サンケイホームニュース』と連動した。
リビング4は1975年10月に14時台へ移り、『リビング2』に改題（この時間枠移動の頃よりレポーター･コーナーレギュラーとして豊原ミツ子や東海林のり子らが新たに番組に参加）した後、1982年3月の改編で『東京ホームジョッキー』からのシリーズは11年半、『リビング11』は10年、で終了した。
1983年4月に出演者・主要スタッフ・放送局がテレビ東京へ移り『レディス4』として放送される。本番組の通販コーナーは、後継番組の『ワイドワイドフジ』に引き続き内包された。

## 反応
前述のような番組構成でインフォメーションプログラムコーナー部分も外部の業者が提供した情報であったことから、番組全篇が広告ではないかと批判の声が週刊新潮 1972年2月12日号などで高まり、週刊文春1972年3月6日号は「電波の目的外使用の禁止に振れる可能性」、業界誌の『放送レポート』は「テレショップはテレビによるスーパーマーケットの経営で公共電波の私物化」と記事にし、報道機関のあり方やジャーナリズムの観点から営利目的に批判的な意見が、広告主に寄せられた。
これに対して、フジテレビでは放送開始から2ヶ月後に番組の構成を見直し。主婦が参加する企画（クイズやゲーム）を追加したほか、スポンサー付きの番組であることを明確にすべく、当該スポンサーからのスポットCMを挿入した。また、インフォメーションプログラムコーナーについては、放送内容や商品のチェックを厳格化。通信販売で取り扱う商品の市場価格（放送上の表記は「フジテレビ・サンケイ新聞の調査価格」）・欠点・取扱上の注意も伝える一方で、消費者からの意見を伝えるコーナーを『サンケイ新聞』に新設した。
またフジテレビが、通販実務担当のディノスから利益を吸い上げているという批判 に対応するため、商号を「フジサンケイリビングサービス」に変更（2013年7月ディノス・セシールに変更）したうえ、役員を引き上げた。
1980年3月、日本民間放送連盟はテレビショッピング・ラジオショッピング番組を放送基準項目に追加した。

## 放送時間
| 放送期間 | 放送期間 | 放送時間（JST） | 放送時間（JST） | 放送時間（JST） | 放送時間（JST） | 放送時間（JST） | 備考                                                             |
| 放送期間 | 放送期間 | 月曜            | 火曜            | 水曜            | 木曜            | 金曜            | 備考                                                             |
| -------- | -------- | --------------- | --------------- | --------------- | --------------- | --------------- | ---------------------------------------------------------------- |
| 1971.1   | 1971.3   | 11:00 - 11:30   | 11:00 - 11:30   | 11:00 - 11:30   | 11:00 - 11:30   | 11:00 - 11:30   |                                                                  |
| 1971.4   | 1973.3   | 11:00 - 11:45   | 11:00 - 11:45   | 11:00 - 11:45   | 11:00 - 11:45   | 11:00 - 11:45   | 11:30の再放送枠廃枠で拡大                                        |
| 1973.4   | 1977.3   | 11:00 - 11:45   | 11:00 - 11:45   | 11:00 - 11:45   | 11:00 - 11:45   | 11:00 - 11:40   | 金曜のみミニ番組設置で短縮                                       |
| 1977.4   | 1981.3   | 11:00 - 11:35   | 11:00 - 11:35   | 11:00 - 11:35   | 11:00 - 11:35   | 11:00 - 11:30   | 11:50に報道番組が設置され、11:45のミニ番組が10分繰り上がったため |
| 1981.4   | 1981.9   | 11:00 - 11:35   | 11:00 - 11:35   | 11:00 - 11:30   | 11:00 - 11:30   | 11:00 - 11:30   | 金曜ミニ番組『リビングガイド』が水・木にも設置されたため         |
| 1981.10  | 1982.3   | 11:00 - 11:35   | 11:00 - 11:35   | 11:00 - 11:30   | 11:00 - 11:35   | 11:00 - 11:35   | 木・金の『リビングガイド』廃枠による                             |

## 出演者

### 司会
- 長谷川肇（元・NHKアナウンサー）
- 大舘章
- 岩崎美智子

### 商品情報担当
- 境政郎（担当の時点ではフジテレビの社員）

## スタッフ
- テーマ音楽：小泉宏
- 企画構成：フジ・ポニー
- 商品取扱：フジサンケイリビングサービス
- 制作協力 :スタッフ東京、日本テレワーク
- 制作著作：フジテレビ

## ネット局
- フジテレビ
- テレビ静岡（1981年4月放送開始）
テレビ静岡へのネット開始は、フジテレビ関連会社のフジサンケイリビングサービス（後のディノス）が静岡営業所を開設したことによる「テレビショッピング枠」確保という戦略的なきっかけからであった[注 3]。同営業所は、後に独立し「テレビ静岡リビングサービス」→「静岡ディノス」と改称された。